# Francesc Vidiella
Francesc Vidiella (Reus, segle XIX) va ser un impressor català.
Les primeres notícies que tenim d'ell són per la seva actuació d'editor responsable (el que ara en diríem director) del periòdic El Entreacto, publicat el 1861 que s'imprimia a casa de Joan Muñoa i que havia estat fundat pel que era llavors alcalde de la ciutat Gregorio de Mijares. Aquesta publicació es repartia entre els assistents al Teatre de les Comèdies. Vidiella també n'era secretari de redacció. La seva impremta va començar a tenir importància en els primers moments d'eufòria de la Revolució de Setembre de 1868. El seu obrador estava situat al raval de Santa Anna número 60. Vinculat amb els republicans federals, era amic dels membres de la primera Junta Revolucionària que es constituí a Reus. Segons explica l'historiador Pere Anguera va ser un col·laborador actiu de la Revolució, i el 30 de setembre de 1868, quan es va constituir la Junta, va ser nomenat, juntament amb Gaietà Sabater, impressor oficial de l'ajuntament. Va imprimir diverses proclames de la Junta que cridaven els reusencs a unir-se a la Milícia Nacional, i un full solt, titulat La Bandera Roja, que els monàrquics van atribuir a Güell i Mercader, llavors secretari de la Junta. Era l'impressor del Boletín Oficial de la Junta Revolucionaria de Reus, un periòdic que va sortir de l'1 d'octubre de 1868 fins al 28 d'aquell mes, quan la Junta Revolucionària va passar a constituir-se en ajuntament. També imprimia els bitllets de la Rifa que es feia setmanalment en benefici de la Casa de la Caritat. Abans d'això, havia imprès pel mes de juliol d'aquell any els dos únics números de la revista satírica El Sorbete, redactada per Joaquim Maria Bartrina i Eduard Toda, publicació que portà forta polèmica entre la premsa local, i va contribuir a la lluita dialèctica entre els federalistes i els "primistes" (partidaris de Prim). Quan l'ajuntament de Reus va instaurar el matrimoni civil per primer cop a la península, va imprimir l'assaig escènic de Bartrina Lo Matrimoni civil, el 1869. El matrimoni civil va ser instaurat a Reus el 28 d'octubre de 1868 per la Junta revolucionària. Per "difondre i expandir" el matrimoni civil, Güell i Mercader va publicar també un llibret, El matrimonio civil según se practica en la ciudad de Reus, imprès per Vidiella, i que va tenir molt d'èxit a tot l'estat espanyol. Va iniciar també la impressió de La Redención del Pueblo, que va sortir pel novembre de 1868, fundada i dirigida per Josep Güell i Mercader.
Va formar part de la Milícia Nacional reusenca, i comandava una companyia. Probablement per malaltia, va deixar la feina d'impressor i va vendre els seus tallers a Francesc Tosquellas i Zamora. A l'Arxiu Comarcal del Baix Camp, en una carpeta que porta per nom "Güell i Mercader" hi ha una nota manuscrita de Güell on explica detalls històrics dels periòdics que va editar i diu que va fer un préstec de diners a l'impressor Josep Pàmies, a Francesc Tosquellas i a altres joves, per comprar la impremta de Francesc Vidiella. Josep Pàmies va ser després un dels oficials impressors de Tosquellas i Zamora. A partir d'aquí desapareixen les notícies de Francesc Vidiella.